# Iglesia de San Antonio Abad (Burgos)
La iglesia oarroquial de San Antonio Abad es un templo católico de la ciudad de Burgos (Castilla y León, España). 
El templo, que es propiedad de Patrimonio Nacional, está situado en la calle Alfonso VIII (en el entorno del Monasterio de las Huelgas Reales, en el barrio de Huelgas, Distrito 2 - Oeste).
En 2015, la iglesia fue restaurada y además de diversas mejoras fue sustituido el antiguo altar. La reforma quedó finalista en los premios de arquitectura COACYLE 2016.
La pila bautismal procede de la iglesia de Santa Juliana del anegado pueblo de Úzquiza (perteneciente al municipio de Villasur de Herreros).